# Olympische Sommerspiele 1968/Teilnehmer (Malta)
| Gelbes Symbol für Goldmedaillen mit stilisierten Olympischen Ringen | Graues Symbol für Silbermedaillen mit stilisierten Olympischen Ringen | Braundes Symbol für Bronzemedaillen mit stilisierten Olympischen Ringen |
| ------------------------------------------------------------------- | --------------------------------------------------------------------- | ----------------------------------------------------------------------- |
| —                                                                   | —                                                                     | —                                                                       |

Malta nahm an den Olympischen Sommerspielen 1968 in Mexiko-Stadt mit einem Sportler teil. Es war die fünfte Teilnahme Maltas an Olympischen Sommerspielen.

## Teilnehmer nach Sportarten

### Schießen
| Herren       |       |     |    |
| Joseph Grech | Skeet | 173 | 46 |

## Weblink
- Olympiamannschaft Maltas 1968 in der Datenbank von Sports-Reference (englisch; archiviert vom Original)